# Czas alaskański
Czas alaskański (ang. Alaska Standard Time, AKST) – strefa czasowa, odpowiadająca czasowi słonecznemu południka 135°W, który różni się o 9 godzin od uniwersalnego czasu koordynowanego (UTC-9).
W strefie znajduje się Alaska bez zachodniej części archipelagu Aleutów).
W okresie letnim czas standardowy zastępowany jest czasem letnim (Alaska Daylight Time, AKDT) przesuniętym o jedną godzinę (UTC-8).